# Heilig Kreuz (Gelsenkirchen)

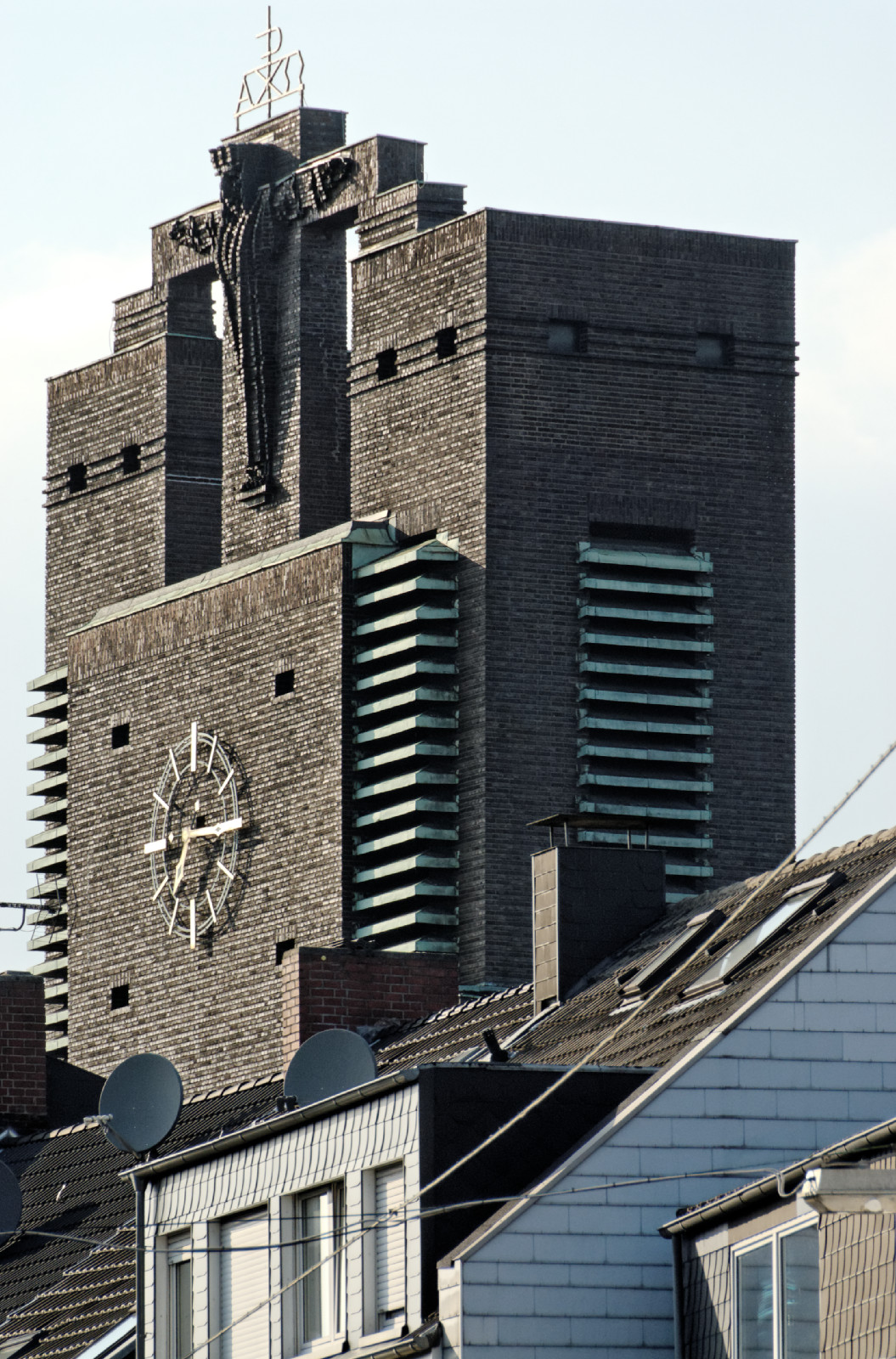
Turm, Ansicht von Süden (2008)

Die ehemalige katholische Pfarrkirche Heilig Kreuz ist ein 1929 erbautes, denkmalgeschütztes Kirchengebäude in Ückendorf, einem Stadtteil von Gelsenkirchen (Nordrhein-Westfalen).

## Geschichte und Architektur

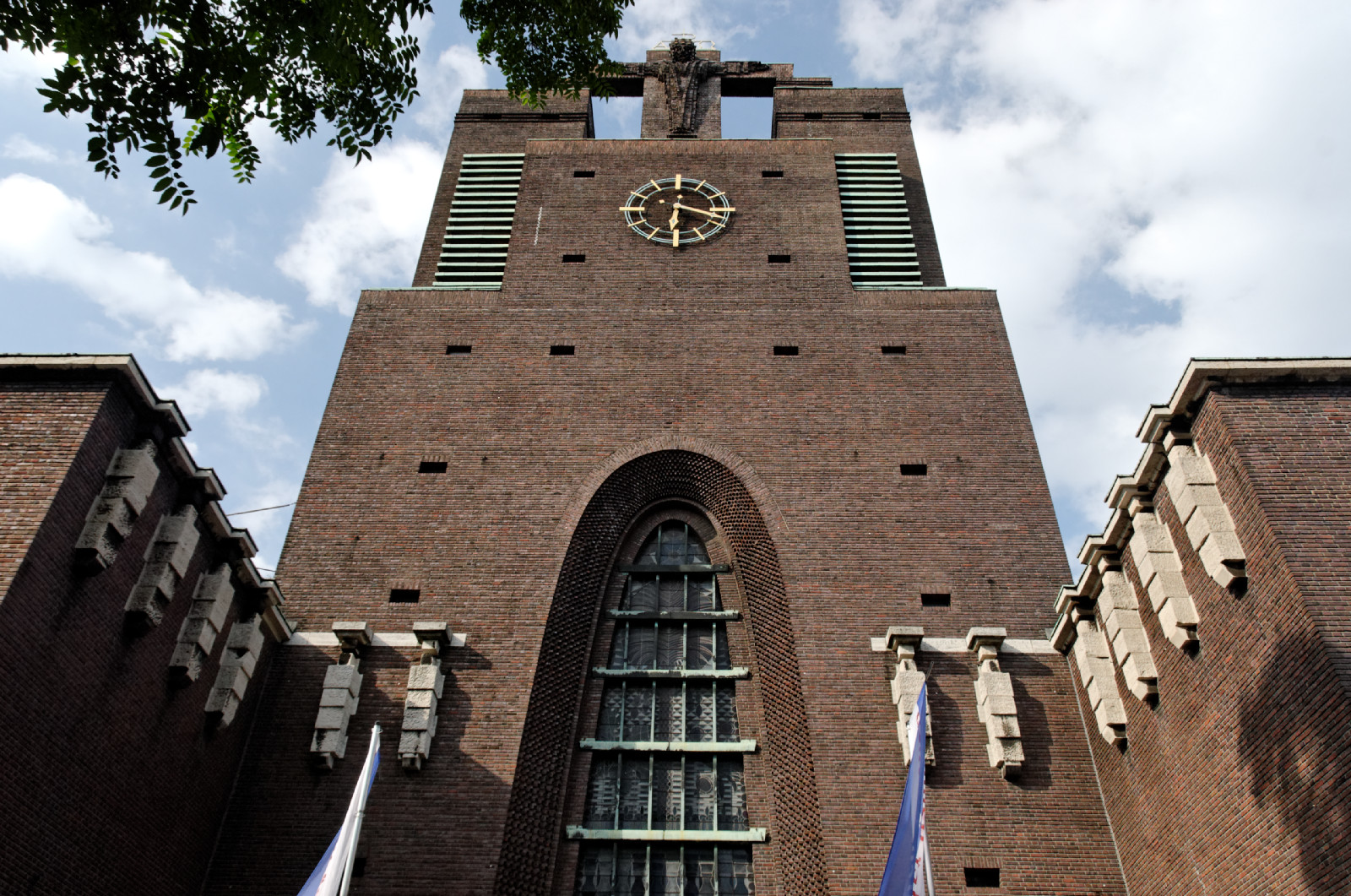
Pfarrkirche Heilig Kreuz, Ansicht von Südwesten (2008)

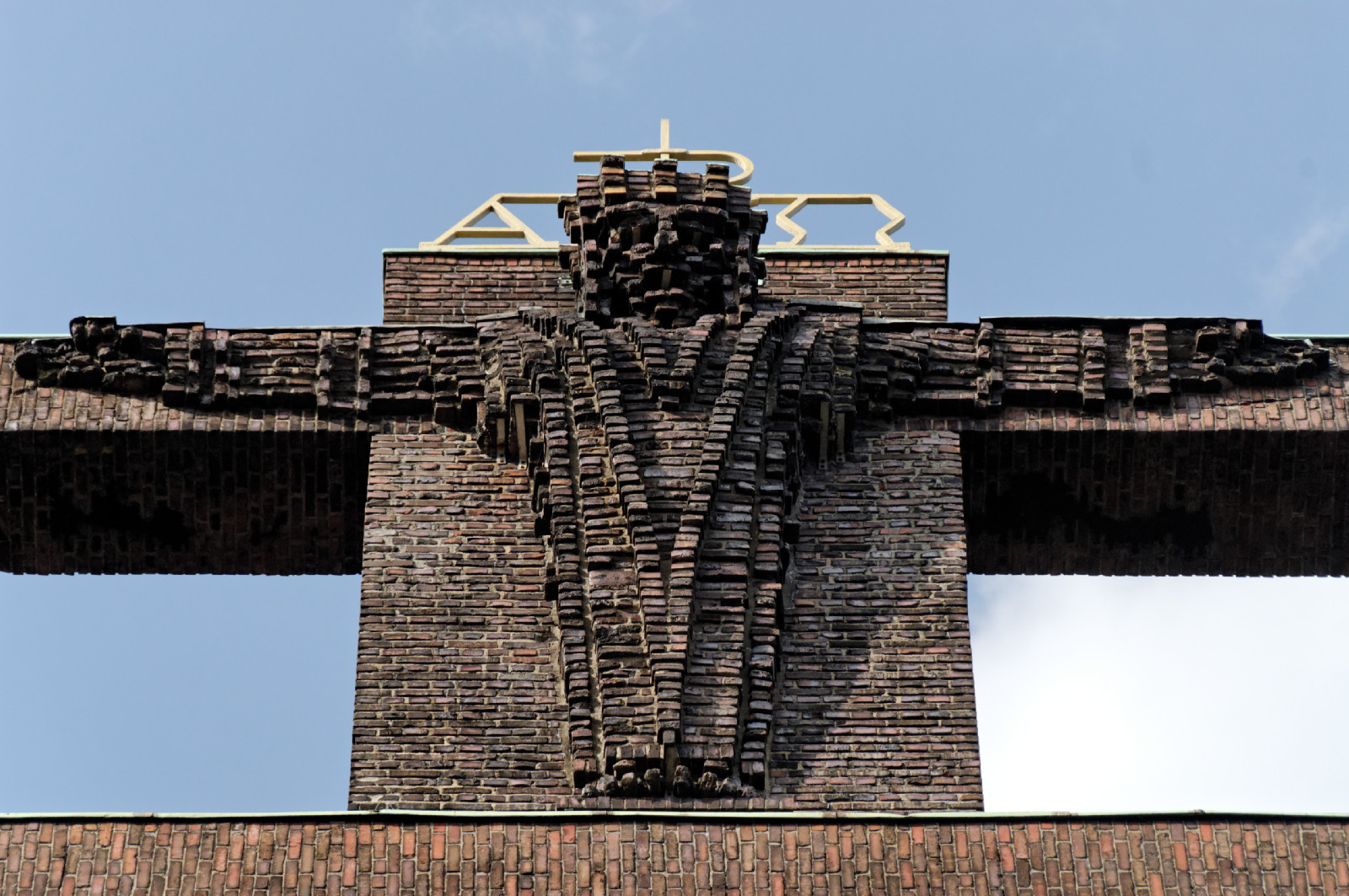
Kreuz auf der Kirche (2008)

Die Gemeinde St. Josef war bis 1919 so stark angewachsen, dass eine neue Kirche gebaut werden musste. Die Gemeinde wurde 1927 als Vikarie gegründet und war von 1948 bis 2007 Pfarrei.
Der blockhafte Bau aus Klinker und verputztem Stahlbeton ist von der Straße durch einen Hof mit seitlichen Wohn- und Geschäftshäusern abgesetzt. Die Anlage ist eine eigenwillige Zusammensetzung von Formen des Expressionismus und der Neuen Sachlichkeit. Sie wurde von 1927 bis 1929 nach Plänen von Josef Franke errichtet und am 2. Oktober 1929 durch den Erzbischof Caspar Klein konsekriert.
Die Kirche mit der Parabel als Grundform, die sich in der Kirche vielfach wiederholt, gilt als das bedeutendste Werk von Josef Franke, der noch weitere Backsteinbauwerke im Ruhrgebiet erstellte.
Die nördliche Hofbebauung konnte erst 1957 verwirklicht werden. Die hohe, in zwei Türmchen endende Westfassade steht zwischen vorgelagerten Kuben mit Kapellen und Sälen. Sie ist von einem monumentalen, gemauerten Kruzifix mit bekleidetem Korpus gekrönt. Es wurde nach Entwürfen von Hans Meier angefertigt. Das Mittelportal und das große Fenster sind durch einen steilen Parabelbogen mit Ziersetzungen im Gewände zusammengefasst. Die Figuren der Kreuzigung und der Apostel über dem Portal sind in groben Formen gearbeitet. Der Baukörper im Osten ist durch Anbauten, Treppengiebel und den gedrungenen Chorturm gestaffelt. Die Brüstung ist aufwändig gemauert und mit Versen aus dem Hymnus Vexilla regis des Venantius Fortunatus und Kreuzen in Ziersetzung geschmückt. Im einheitlichen 19 Meter hohen Innenraum ruht ein Parabeltonnengewölbe auf Gurtbögen. Die seitlichen Kompartimente sind zwischen wandpfeilerartigen Mauerzungen in Parabelbögen zum Haupthaus hin geöffnet und untereinander zu Seitengängen verbunden. Der eingezogene, in den Turm heraufreichende Rechteckchor wird von niedrigen Seitenräumen flankiert. Er wird von einer zweischaligen, indirekt beleuchteten Ostwand mit Arkatur aus ineinandergestellten Parabelbögen abgeschlossen.
Die expressionistische Gewölbeausmalung im Langhaus mit Versen des Vexilla regis und goldfarbenen Kreuzen auf blau-grünem Grund – eine Arbeit von Andreas Ballin – wurde von 1993 bis 1994 freigelegt, die übrigen Flächen wurden neu gefasst. Für diese Bemühungen erhielt die Gemeinde das Ehrendiplom von Europa Nostra.
Die Einheitlichkeit des Laienraumes sowie die Betonung des Altars durch den Turm und die Abgrenzung von hellem Altarbereich zum dunklen Gemeinderaum geschahen in Übereinstimmung mit der Schrift Christozentrische Kirchenkunst von Johannes van Acken. Im 41 Meter hohen Turm hängt ein Geläut von fünf Glocken. Hinter der Kirche sind die Sakristei und die Versammlungsräume angeordnet, sie sind architektonisch in den Bau einbezogen.
1972 wurde eine neue Orgel durch die Gebr. Stockmann (Werl) eingebaut. Jene kam 2016 in die katholische Kirche St. Marien in Berlin-Karlshorst.

## Profanierung und gegenwärtige Nutzung
Im Zuge der Neuordnung von Pfarreien im Bistum Essen wurde die Kirche am 19. August 2007 „außer Dienst gestellt“. Seit Mai 2013 wird sie in der Route der Industriekultur, Themenroute Sakralbauten geführt. Nach langen Debatten über die weitere Verwendung legte die Stadt Gelsenkirchen einen Vorschlag zum denkmalgerechten Umbau in ein „Multifunktionshaus“ vor. Es soll für Kulturveranstaltungen, Tagungen und Seminare genutzt werden. Die Bezirksregierung Münster bewilligte Ende 2016 einen Zuschuss in Höhe von 9,7 Millionen Euro aus Mitteln des Förderprogramms „Starke Quartiere – starke Menschen“ des Landes Nordrhein-Westfalen. Im Zuge der Umbauarbeiten wurde im Juni 2019 das Geläut mit der Schlagtonfolge cis-e-fis-gis-a. demontiert. Es wurde 1959 von der damals in Münster ansässigen Glockengießerei Feldmann & Marschel gegossen. Die Glocken werden nach dem Ausbau zwischengelagert, bis das Bistum Essen über eine weitere Verwendung entschieden hat. Der Umbau wurde im Frühjahr 2022 abgeschlossen. Nunmehr finden hier Veranstaltungen von Emschertainment im Bereich der Kleinkunst statt.